# Północna droga
Północna droga – cykl powieściowy Elżbiety Cherezińskiej, którego akcja rozgrywa się na przełomie X i XI wieku w Norwegii.

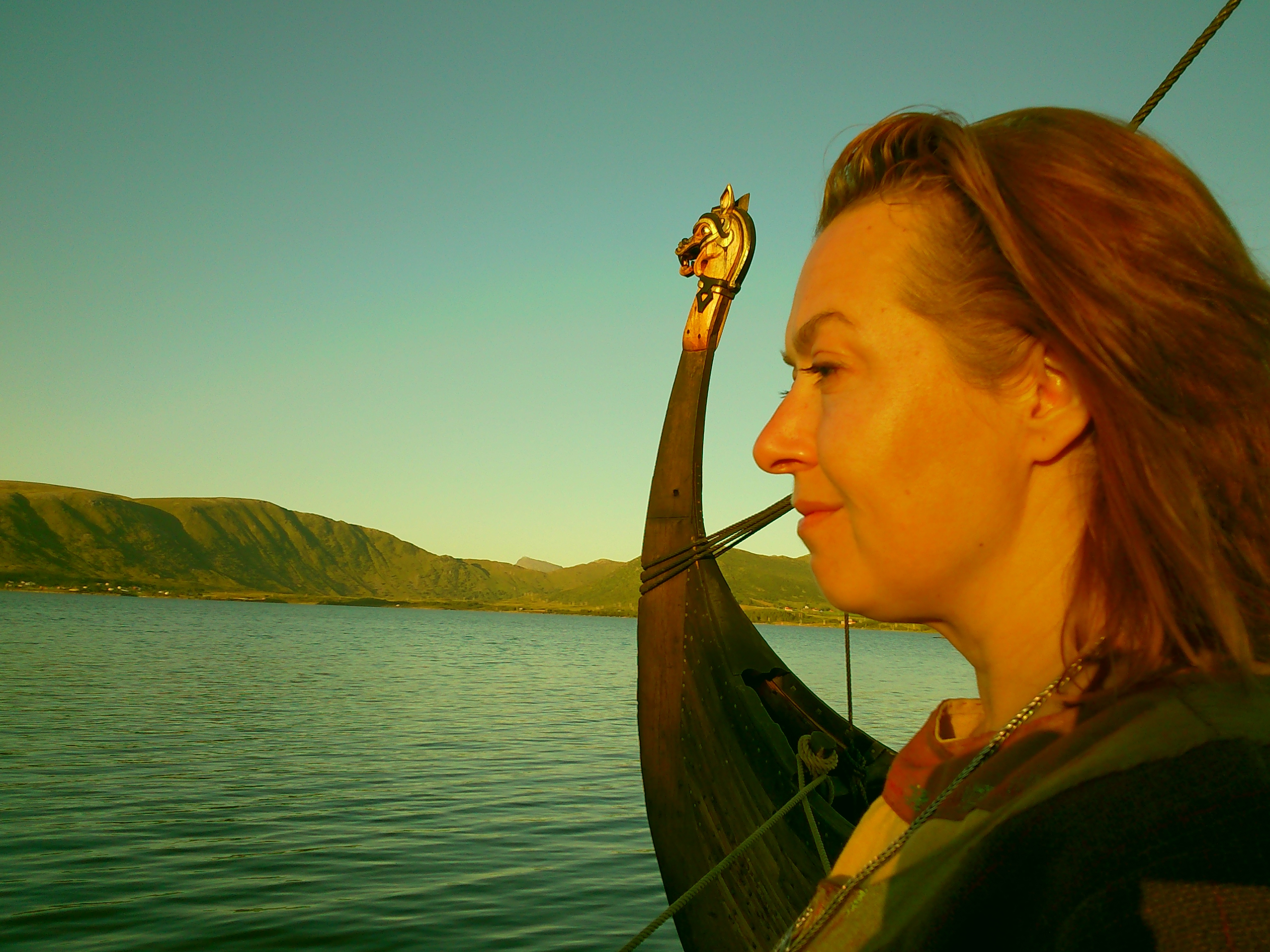
Elżbieta Cherezińska na Lofotach

Opowieść snuje się wokół losów dwóch sąsiadujących ze sobą możnych rodów w samym sercu Trøndelagu i w samym centrum ówczesnej historii: oto bowiem u rozkwitu epoki wikingów do Norwegii wdziera się chrześcijaństwo. Każda z części Północnej drogi jest relacją jednego z bohaterów, z wyjątkiem części czwartej, której narratorami jest troje bohaterów.
Są nimi:
- Tom I Saga Sigrun – Sigrun, żona jarla Regina,
- Tom II Ja jestem Halderd – Halderd, wdowa po jarlu Helgi, zwana Panią Ynge,
- Tom III Pasja według Einara – Einar, syn dawnego kapłana królów, przyjmujący chrześcijaństwo,
- Tom IV Trzy młode pieśni – Ragnar, syn Haldred i Einara, Gudrun, córka Sigrun i Regina, Björn, syn Sigrun i Regina.